# 美國情報體系
美国情报体系，或稱美國情報圈（英語：United States Intelligence Community）是由美国政府内17个独立机构组成的联合组织，这些独立机构进行各类情报活动，以支持美国的外交政策和国家安全。美国情报体系旗下的情报机构包括情报机构、军事情报组织和联邦行政机关内的民事情报与调查办公室。美国情报体系由国家情报总监领导，并由其向美国总统汇报。
美国情报体系内各情报机关在其职责范围内搜集与制作国内外情报，为军事计划做贡献，并进行间谍活动。美国情报体系是根据时任美国总统里根于1981年12月4日签署的第12333号行政命令所成立。
根据《华盛顿邮报》在2017年的一篇报道，美国情报体系在10,000个地区拥有1,271个政府机构与1,931个私营公司。这些组织从事着反恐、国土安全及情报工作，雇佣854,000名持有绝密证件的雇员。根据国家情报总监办公室在2008年发表的一份报告，私人承包商在美国情报体系占人力资源的29%；而占用情报人力预算的49%。

## 名称来源
“情报体系”一词由美国中将沃尔特·比德尔·史密斯于1950年至1953年担任中央情報總監时首次使用。

## 机构宗旨
情报是情报机构根据政府领导人的问题和要求来搜集、分析和分发的信息。情报是一个广义上的术语，它包括：
搜集、分析、制作敏感信息以提供给政府决策人、军事领导人及国会议员；通过反间谍活动来保护这个过程及最终得到的信息；执行总统批准的秘密行动。美国情报体系致力于搜集原始情报、分析数据背景，为各级情报需求人员（从战场上的士兵到华盛顿的总统）生成及时和相关的内容；为重要问题提供宝贵的意见。
第12333号行政命令向美国情报体系提出了六项主要目标：
1. 搜集总统、国家安全委员会、国务卿、国防部长和其他行政部门官员履行职责时所需的资讯。
2. 制作和传播情报。
3. 搜集有关针对美国的情报、国际恐怖主义或并麻醉药品活动以及其他外国势力、组织、个人或其代理人针对美国的敌对活动信息并进行防范行动。
4. 为支持美国在海外的外交政策目标并使美国政府作用不明显或不公开而策划并执行的特殊活动，并负责支持这些活动；但这些活动不得影响美国国内政治进程、舆论、政策及媒体。这些活动包括但不限于外交活动、征集和制作情报，以及有关的支持活动。
5. 美国境内外的管理及协助活动必须获得授权。
6. 其他美国总统可能不时提出的情报活动。

## 机构介绍

### 机构成员

美國國家情報總監徽章。

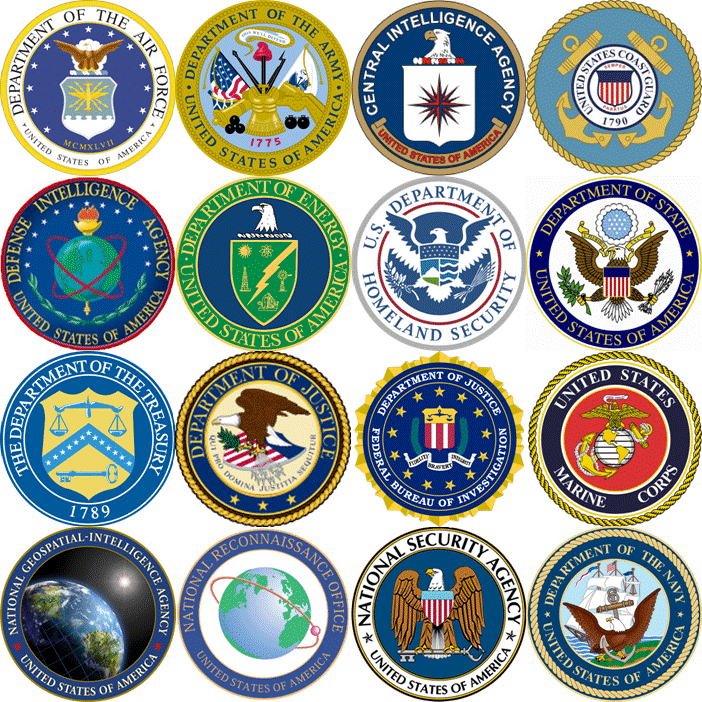
美国情报体系旗下各成员组织的徽章。

美国情报体系由美国国家情报总监领导，他同时负责管理美国国家情报总监办公室。美国情报体系包括17个成员机构。
| 机构名称                                | 上级机构       | 隶属部门   | 成立年份 |
| --------------------------------------- | -------------- | ---------- | -------- |
| 中央情报局 (CIA)                        | 不適用         | 独立机构   | 1947年   |
| 美国国家安全局 (NSA) / 中央安全署 (CSS) | 国防部         | 国防部     | 1952年   |
| 美國國防情報局 (DIA)                    | 国防部         | 国防部     | 1961年   |
| 美国国家侦察局 (NRO)                    | 国防部         | 国防部     | 1961年   |
| 美國國家地理空間情報局 (NGA)            | 国防部         | 国防部     | 1996年   |
| 美國陸軍軍事情報兵團 (MIC)              | 美国陆军       | 国防部     | 1962年   |
| 美國海軍情報局 (ONI)                    | 美國海軍       | 国防部     | 1882年   |
| 美國空軍第16航空遠征特遣隊 (16AF)       | 美国空军       | 国防部     | 1948年   |
| 海军陆战队情报办公室 (MCIA)             | 美国海军陆战队 | 国防部     | 1978年   |
| 第七太空三角翼部隊 (DEL 7)              | 美国太空軍     | 国防部     | 2020年   |
| 国务院情报与研究局 (INR)                | 国务院         | 国务院     | 1945年   |
| 国土安全部情报与分析办公室 (I&A)        | 国土安全部     | 国土安全部 | 2007年   |
| 海岸警卫队情报处 (CGI)                  | 美国海岸警卫队 | 国土安全部 | 1915年   |
| 联邦调查局情报处 (IB)                   | 联邦调查局     | 司法部     | 2005年   |
| 国家安全情报办公室(ONSI)                | 美国缉毒局     | 司法部     | 2006年   |
| 能源部情报与反情报办公室 (OICI)         | 能源部         | 能源部     | 1977年   |
| 财政部恐怖主义与金融情报办公室 (TFI)    | 财政部         | 财政部     | 2004年   |

### 机构项目
美国情报体系主要统筹两个独立的项目：
- 国家情报项目（英語：National Intelligence Program），以前称之为“国家外交情报项目”（National Foreign Intelligence Program），是根据《1947年国家安全法案》（后经修订）成立。该计划指的是情报界的所有计划、项目和活动，以及任何由国家情报总监与美国总统指定的美国机构或部门负责人联合指定的其他情报计划。但这个计划不包括军事部门仅限于美军策划和实施战术军事行动时获取情报的计划、项目和活动。根据法律规定，国家情报总监负责指挥和监督国家情报计划，但是这个作用非常有限。
- 军事情报项目（英語：Military Intelligence Program）指的是军事部门为搜集情报而采取的计划、项目和活动，但其仅限于为美军策划和实施战术军事行动时。该计划由国防部分管情报工作的副部长指挥和监督。2005年，美国国防部将“联合军事情报项目”（Joint Military Intelligence Program）与“战术情报与相关行动项目”（Tactical Intelligence and Related Activities）整合成军事情报计划。

由于国家情报项目和军事情报项目在处理军事方面情报时职责有所重叠，因此将情报计划分配给两个项目时会出现问题。

### 机构结构

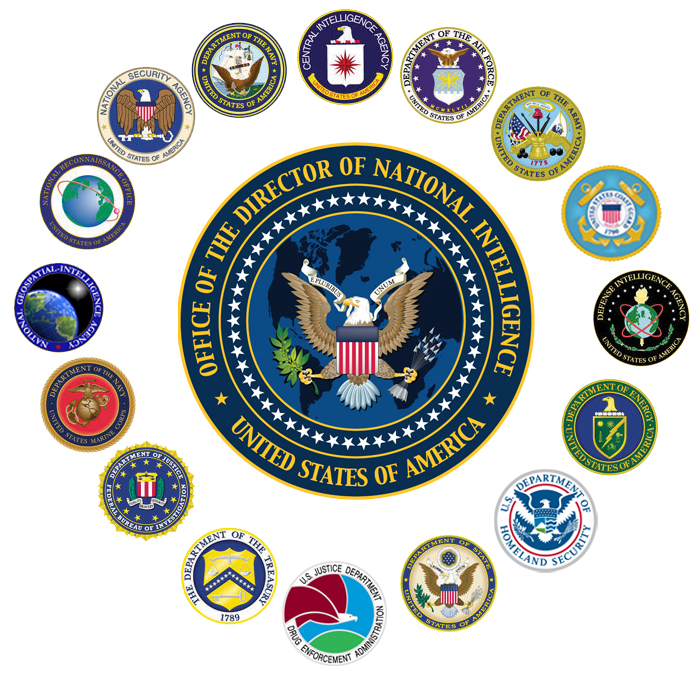

美国情报体系整个组织是根据《1947年国家安全法案》（后经修订）和“第12333号行政命令”所成立；而其法定组织关系则是根据《1947年国家安全法案》的修订案《情报改革与恐怖主义预防法》（2004年）所建立。尽管国家情报体系将自己视为其成员之间的“联邦”，但因为缺乏明确、统一的领导和管理体系，因此美国情报体系更像是其成员之间的松散“邦联”。在2004年之前，美国中央情报局局长除了负责中央情报局之外，还负责整个美国情报体系。对这个安排的一个主要批评就是，由于中情局局长对美国情报体系除中情局之外的成员单位没有或只有很少的预算管理权，因此他对其他成员单位几乎没有有效管理。
而在2004年通过《情报改革与恐怖主义预防法》后，国家情报总监成为美国情报体系的管理者。美国情报总监的法定职责有：
1. 掌控“国家情报计划”的预算；
2. 为美国情报体系建立目标、优先事项和指导计划；
3. 负责管理和指挥国际情报人员的任务；
4. 搜集、分析、制作和分发国际情报。

但是事实上，除了国家情报总监办公室，国家情报总监并没有权力指挥或监督美国情报体系各成员单位；同时除了自己办公室的工作人员之外，国家情报总监也没有权力解雇或聘任成员单位的工作人员。各成员单位的负责人都向自己上级部门负责人汇报，而其上级部门的负责人多为美国内阁阁员，他们都有权直接向美国总统汇报。依照法律，只有中情局局长向国家情报总监汇报。
鉴于近年来美国情报体系多次提供的情报准确性出现问题，美国社会对美国情报体系的情报准确率以及他们如何确保国家安全等工作提出了质疑。特别是“911委员会”（美国国家恐怖袭击事件委员会）和“大规模杀伤性武器委员会”（美国关于大规模毁灭性武器情报力量委员会）接连出现问题，国家情报总监的管理能力和权力，以及美国情报体系整体结构都在美国社会造成了激烈讨论。

### 协同合作
以前美国情报体系各成员单位之间的合作与信息流通受到旨在基于安全和隐私顾虑而限制信息汇集政策的限制；而现在，美国情报体系尝试依据《2004年情报改革与恐怖主义预防法》法案内容及政策框架，以及“第13354号行政命令”和“第13388号行政命令”规定的信息共享命令和2005年《美国国家情报战略》等来实现和促进各成员单位在技术、战略、程序、文化层面等合作的先进化。这些案例包括：利用维基程序开发的基于安全信息相关的百科网站情报百科；设立国家情报总监办公室、美国国家反恐怖主义中心、计划管理信息共享环境和信息共享委员会。

### 监管部门
美国国会两院情报委员会

### 延伸阅读
- 杰弗里·理查尔森（英语：Jeffrey T. Richelson）.  第六版. 波德市: 西景出版社（英语：Westview Press）. 2012年  [2018-03-16]. ISBN 978-0-8133-4512-3. （原始内容存档于2017-01-07）.